# Alan Steel
Alan Steel, pseudonimo di Sergio Ciani (Roma, 19 luglio 1931 – Roma, 5 settembre 2015), è stato un attore e culturista italiano.

## Biografia
Nato e cresciuto a Roma, alla fine degli anni cinquanta pensò di sfruttare il suo fisico muscoloso per tentare la carriera cinematografica. Inizialmente fu scelto come controfigura di Steve Reeves nei film Ercole e la regina di Lidia e La battaglia di Maratona, produzioni in cui ebbe anche una parte di secondo piano.
Nei primi anni sessanta il genere dei film peplum ebbe grande diffusione in Italia e Ciani trovò la sua fortuna (scegliendo uno pseudonimo spiccatamente americano) interpretando i ruoli dei celebri forzuti (Ercole, Maciste, Sansone e Ursus).
Con il declino del genere trovò sempre meno occasioni di lavorare nel mondo del cinema, ritirandosi dalle scene negli anni settanta.
Nel 2001 venne denunciato per truffa, dopo essersi spacciato per un magistrato nel paese di Monteflavio.

## Filmografia
- Ercole e la regina di Lidia, regia di Pietro Francisci (1959)
- La battaglia di Maratona, regia di Bruno Vailati (1959)
- Sansone, regia di Gianfranco Parolini (1961)
- La furia di Ercole, regia di Gianfranco Parolini (1962)
- Ursus gladiatore ribelle, regia di Domenico Paolella (1962)
- Il vecchio testamento, regia di Gianfranco Parolini (1963)
- Zorro contro Maciste, regia di Umberto Lenzi (1963)
- Golia e il cavaliere mascherato, regia di Piero Pierotti (1963)
- Sansone contro il corsaro nero, regia di Luigi Capuano (1964)
- Ercole contro Roma, regia di Piero Pierotti (1964)
- Maciste e la regina di Samar, regia di Giacomo Gentilomo (1964)
- Sansone e il tesoro degli Incas, regia di Piero Pierotti (1964)
- Ercole, Sansone, Maciste e Ursus gli invincibili, regia di Giorgio Capitani (1964)
- Gli invincibili tre, regia di Gianfranco Parolini (1964)
- A... come assassino, regia di Ray Morrison (1966)
- Un colpo da re, regia di Angelo Dorigo (1967)
- Addio mamma, regia di Mario Amendola (1967)
- Sapevano solo uccidere, regia di Tanio Boccia (1968)
- La furia dei Kyber, regia di José Luis Merino (1970)
- Mi chiamavano 'Requiescat'... ma avevano sbagliato, regia di Mario Bianchi (1973)
- Dagli archivi della polizia criminale, regia di Paolo Lombardo (1973)
- Cowboy Kid, regia di Guido Zurli (1973)
- Storia di arcieri, pugni e occhi neri, regia di Tonino Ricci (1976)
- Io tigro, tu tigri, egli tigra, regia di Renato Pozzetto e Giorgio Capitani (1978)
- Baby Love, regia di Rino Di Silvestro (1979)

## Doppiatori italiani
- Pino Locchi in Sansone contro il corsaro nero, Ercole contro Roma, Sansone e il tesoro degli Incas
- Glauco Onorato in Sansone, Zorro contro Maciste, Golia e il cavaliere mascherato
- Giuseppe Rinaldi in Un colpo da re
- Silvano Tranquilli in Maciste e la regina di Samar
- Giancarlo Maestri in  A... come assassino
- Enzo Tarascio in Gli invincibili tre
- Pino Colizzi in Addio mamma
- Michele Gammino in  Dagli archivi della polizia criminale
- Michele Kalamera in Mi chiamavano Requiescat... ma avevano sbagliato
- Gigi Pirarba in Storia di arcieri, pugni e occhi neri
- Cesare Barbetti in La battaglia di Maratona
- Sergio Rossi in Ercole, Sansone, Maciste e Ursus gli invincibili